# Одическая строфа
Оди́ческая строфа — десятистрочная строфа, написанная четырёхстопным ямбом с рифмовкой AbAbCCdEEd и соблюдением правила альтернанса. В XVIII веке получила широкое распространение в русской поэзии, применяясь преимущественно в одах (отсюда название).
Создателем этого типа строфы считается французский поэт и теоретик стиха XVII века Франсуа Малерб. В период классицизма канонизированная им строфа распространилась по всей Европе, и поскольку классицистическая поэтика отличалась строгой нормативностью, большинство торжественных од на протяжении XVIII века писалось по установленному образцу. Популярности одической строфы способствовала чёткость её внутреннего строения: начальное перекрёстное четверостишие (AbAb) задаёт тему, последующее двучленное шестистишие (CCd EEd) раскрывает её и служит своего рода разработкой.
В русской поэзии одическая строфа впервые появилась в 1730-х годах в одах Тредиаковского и Ломоносова. В общей сложности Ломоносов написал десятистрочными строфами 22 оды, в том числе «Оду на день восшествия на Всероссийский престол Её Величества Государыни Императрицы Елисаветы Петровны 1747 года»:
Царей и царств земных отрада,

Возлюбленная тишина,

Блаженство сел, градов ограда,

Коль ты полезна и красна!

Вокруг тебя цветы пестреют

И класы на полях желтеют;

Сокровищ полны корабли

Дерзают в море за тобою;

Ты сыплешь щедрою рукою

Своё богатство по земли.
Из современников Ломоносова десятистрочной строфой нередко пользовался Сумароков; позднее ею много писал Державин. Наряду с классической схемой практиковались и другие — менялись местами женские и мужские рифмы, составляющие строфу четверостишие и шестистишие, и т. п. — однако традиционная структура оставалась наиболее распространённой.
Постепенно одическая строфа проникла в другие поэтические жанры, что говорит о её особой значимости для поэтики XVIII века. Однако с упадком жанра хвалебной оды одическая строфа утратила своё значение и с начала XIX века практически вышла из употребления.